# Friedrich Gerstäcker
Friedrich Samuel Gerstäcker (Schmiedeberg, Saxònia, 15 de desembre de 1788 – 1 de juny de 1825 a Kassel) fou un tenor alemany. El seu pare el volia dedicar a la medicina, però sentint gran afició per la música i sent posseïdor d'una magnífica veu de tenor, abandonà els seus estudis per a dedicar-se per complet al cant. Després d'haver actuat en teatres de poca importància, debutà en el de Dresden, assolint un extraordinari èxit, confirmat després a Leipzig i en les principals ciutats alemanyes, el mateix que en l'estranger. Gerstäcker fou un dels millors tenors d'Alemanya.